# Aiptasia insignis
Aiptasia insignis is een zeeanemonensoort uit de familie Aiptasiidae.
Aiptasia insignis is voor het eerst wetenschappelijk beschreven door Carlgren in 1941.